# Raymond Poirette
Pour les articles homonymes, voir Poirette.
 (novembre 2008).
Si vous disposez d'ouvrages ou d'articles de référence ou si vous connaissez des sites web de qualité traitant du thème abordé ici, merci de compléter l'article en donnant les références utiles à sa vérifiabilité et en les liant à la section « Notes et références ».
Raymond Poirette, né le 16 mars 1928 à Solesmes (Nord) et mort le 2 septembre 1944 à Saint-Python (Nord), est un résistant français.
Le réseau de résistance de Solesmes avait pour chefs Victor Poirette, frère aîné de Raymond, et Georges Mailloux. Des adolescents servent alors d’agent de liaison : Raymond Poirette est parmi eux. Leur rôle est de transporter des documents, des armes, de transmettre des ordres d’un point à un autre.
Outre son rôle d’agent de liaison, Raymond participe à quelques sabotages avec comme objectif de gêner la retraite allemande.
Il a 16 ans en 1944, quand, le 2 septembre, au niveau du numéro 61 de la rue d’Haussy à Saint-Python (Nord), alors qu’il transporte des tracts, il est arrêté et abattu à bout portant.
En hommage au jeune résistant, plusieurs lieux portent son nom, une rue à Solesmes et un restaurant scolaire à Saint-Python.

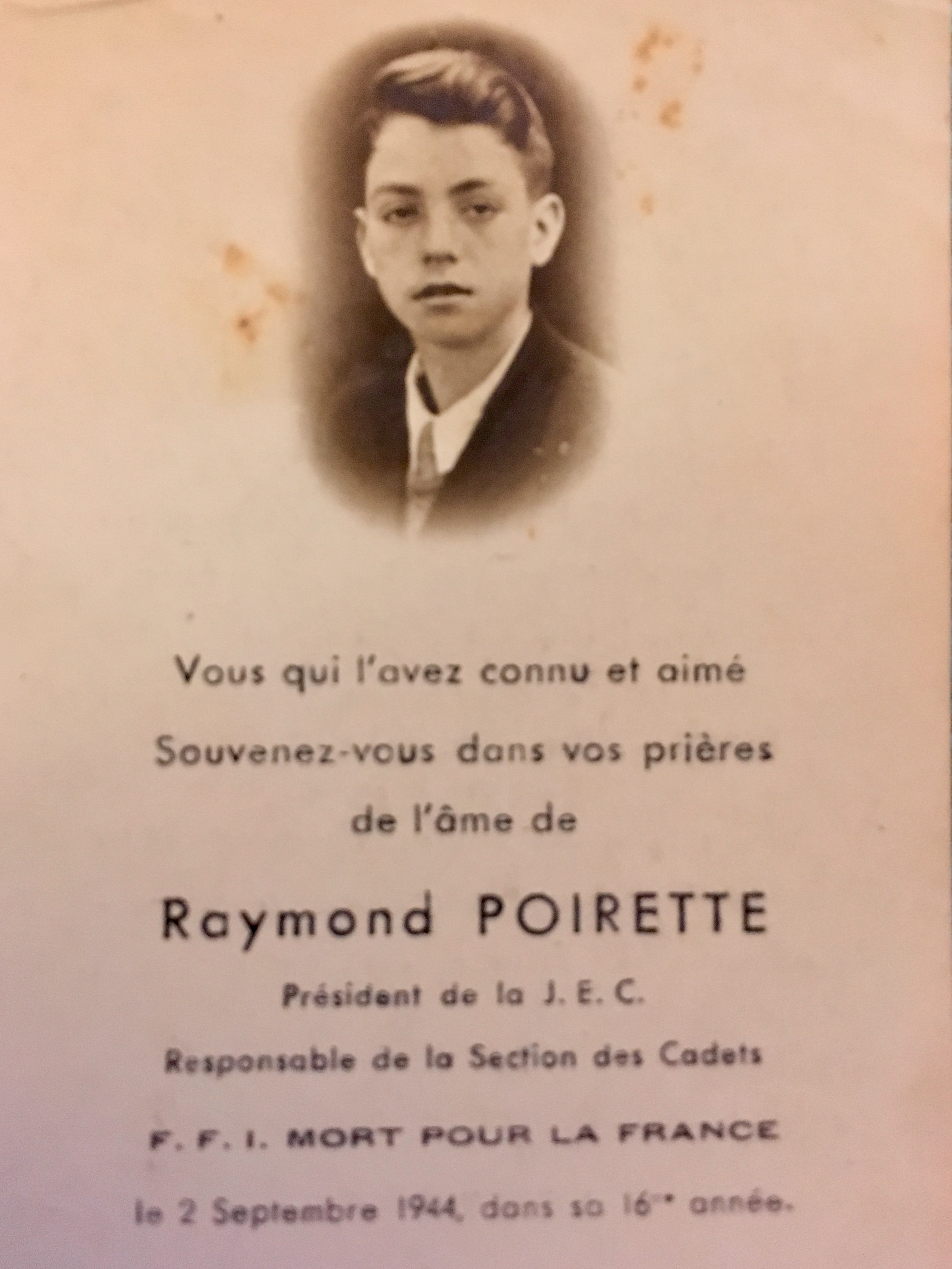
Raymond Poirette